# Terekkosacker
Terekkosacker är en undergrupp kosacker som finns bosatta i norra Kaukasien, längs floden Terek, därav namnet. De antas från början ha varit en utbrytargrupp ur Donkosackerna, som någon gång under 1400–1500-talen bosatte sig vid sina nuvarande bosättningsområden. 
Terekkosackerna är alltså en rysk etnografisk undergrupp, men har också upptagit andra folkelement som till exempel osseter, tjerkesser, vajnacher (tjetjener och ingusjer) och georgier i sin grupp, och blandat sig med dessa. Terekkosackerna var också till stor del inblandade i de nutida konflikterna i Tjetjenien.